# 3 Batalion Strzelców Sanockich
3 Batalion Strzelców Sanockich – pododdział piechoty Wojska Polskiego II RP (poczta polowa nr 20).

## Historia
U schyłku I wojny światowej w listopadzie 1918 rozkazem Naczelnego Dowództwa Wojsk Polskich komendantem 3 Batalionu Strzelców Sanockich został mianowany por. Bronisław Praszałowicz.
W pierwszej dekadzie listopada 1918 w Sanoku miejscowy profesor gimnazjalny Michał Urbanek zorganizował tzw. „Pogotowie”, którego dowódcą został były oficer c. i k. armii, ppor. Władysław Zaleski. Członkowie „Pogotowia” rekrutowali się z harcerzy miejscowego hufca oraz uczniów klas starszych. Harcerze i uczniowie uzbrojeni zostali w karabiny. Każdy z nich otrzymał dziesięć naboi. W grudniu 1918 członkowie „Pogotowia” wstąpili do formującego się 3 Batalionu Strzelców Sanockich, złożonego z czterech kompanii piechoty. Początkowo dowódcą formowanego batalionu został kpt. Franciszek Stok, dowódcami kompanii dr Juliusz Zaleski (wyćwiczonej), zaś rekruckiej ppor. Jaśkiewicz, ponadto adiutanturę objął ppor. Niedenthal - Antoni lub Marian. W pierwszych dniach listopada pomocy przy formowaniu 1 kompanii udzielił czeski oficer stacjonującego do tego czasu w Sanoku 54 pułk piechoty, nadpor. Viktor Nopp-Rudolf. Formowanie prowadził ppłk Józef Swoboda. Batalion liczył ok. 500 żołnierzy, podoficerów i oficerów. Na ogólną liczbę batalionu składały się: kompania borysławska jako pierwszy człon formowanego wojska polskiego (dowódca por. Bolesław Czajkowska), grupa ppłk Swobody (22 oficerów, ok. 180 podoficerów szeregowych) rekrutowanych z okolica Krosna, w tym kompania krośnieńska, którą dowodził por. Stanisław Maczek, kompania sanocka (dowódca Leszek Pragłowski).
Pierwotnie jednostka nosiła nazwę „Ochotniczy Batalion Strzelców Sanockich”
Dowództwo nad batalionem w liczbie 500 żołnierzy objął ppłk Swoboda. Żołnierze batalionu walczyli z Ukraińską Armią Halicką, w tym z oddziałami 1 Brygady Ukraińskich Strzelców Siczowych, oraz z ochotnikami ukraińskimi, broniącymi Republiki Komańczańskiej do stycznia 1919. 27 marca 1919 druga kompania walczyła o utrzymanie korytarza kolejowego w Chyrowie oraz brała udział w walkach o odblokowanie Lwowa.
W 1919 batalion był ulokowany w koszarach przy ul. Adama Mickiewicza.
III Batalion Strzelców Sanockich wraz ze zorganizowanym w Dębicy batalionem Pułku Piechoty Ziemi Ropczyckiej (dowodzonym przez rotmistrza Łubieńskiego) zapoczątkowały późniejszy II batalion 18 Pułku Piechoty.
Powstał „Marsz 3 Batalionu strzelców”, ułożony na melodię pieśni „My, Pierwsza Brygada”, liczący pięć zwrotek oraz refren ze słowami: My batalion trzeci / To sanockie dzieci / Idziem na bój, na krwawy bój / Z wrogiem na bój, na bój, na bój.
Oficer batalionu por. dr Juliusz Zaleski był autorem wspomnień jednostki publikowanych w 1919 i 1920 na łamach sanockiego tygodnika „Ziemia Sanocka”.

## Członkowie „Pogotowia” i strzelcy sanoccy
- Franciszek Bielec (zm. od ran 21 IV 1919 w Przemyślu)[14]
- ppor. Piotr Biliński (zm. 29 III 1919 w Sanoku)[15]
- szer. Michał Czech (poległ 23 I 1919 w Komańczy)[16]
- Jan Drwięga
- Adam Gajewski
- Julian Gorgoń – sierżant sztabowy
- st. szer. Mieczysław Jentys (zm. wskutek choroby 1 II 1919 w Sanoku)[17]
- Władysław Kandefer – gimnazjalista, ochotnik
- Tadeusz Knopp
- Józef Kojder
- szer. Andrzej Kowalski (zm. od ran 21 I 1919 w Sanoku)[18]
- szer. Jan Kwelek (zm. od ran 11 III 1919 w Sanoku)[19]
- ppor. Stanisław Maczek – dowódca kompanii ckm
- Stanisław Mazur
- ppor. Tadeusz Ochęduszko – dowódca plutonu ciężkich karabinów maszynowych
- Józef Oczkowicz (1897-1955) żołnierz 5 pułku piechoty Legionów,3 baonu Strzelców Sanockich - dowódca plutonu K.K.M. żołnierz ; 4D.P. ,1 Dyw. Jazdy, 2pułk Strzelców Podhalańskich, uczestnik kampanii wrześniowej, więzień Oświęcimia, odznaczony Krzyżem Walecznych (3x)[potrzebny przypis]
- Kazimierz Poschinger
- Aleksander Pragłowski
- szer. Stanisław Sabał (zm. od ran 22 XII 1918 w Sanoku)[20]
- por. Bronisław Sapecki – adiutant batalionu
- Tomasz Silarski
- Edmund Słuszkiewicz
- Tadeusz Słotołowicz – gimnazjalista, ochotnik
- Maksymilian Słuszkiewicz
- Józef Stachowicz – gimnazjalista, ochotnik
- szer. Władysław Stachowicz (zm. od ran 26 XII 1918 w Sanoku)[21]
- Władysław Szepieniec
- szer. Kazimierz Śmigiel (zm. wskutek choroby 07 VI 1919 w Sanoku)[22]
- Feliks Suplaga – gimnazjalista, ochotnik
- Ludwik Tarkowski – gimnazjalista, ochotnik
- kpr. Tadeusz Wawrzkowicz (poległ 04 I 1919 w Śliwnicy)[23][24]
- szer. Stanisław Wojnarecki (poległ 14 IV 1919 w Drozdowicy)[25]
- Józef Winter – gimnazjalista, ochotnik
- Jakub Zaleski – ochotnik
- Juliusz Zaleski – dowódca kompanii
- szer. Marian Ziemiański (zm. od ran 31 III 1919 w Sanoku)[26]